# 독신녀 (1979년 영화)
독신녀는 1979년 공개된 대한민국의 영화이다.

## 배역
- 김영란
- 신성일
- 윤일봉
- 유장현